# 費古倫斯足球會
費古倫斯足球會（直译：菲盖拉人足球俱乐部），是一間位於巴西聖卡塔琳娜州弗洛里亚诺波利斯的球會，成立於1921年6月12日。

## 歷史
- 1921年 成立
- 1932年 首次贏得州聯賽冠軍
- 1935年-1937年 連續三次贏得州聯賽冠軍
- 1939年 再一次贏得州聯賽冠軍，第一段黃金時期結束。
- 1972年 三十年來首次贏得州聯賽冠軍
- 1973年 成為聖卡塔琳娜州第一支升上甲組的球隊
- 1974年 再一次贏得州聯賽冠軍
- 1987年 降至乙組，翌年重返甲組
- 1994年 十七年來首次贏得州聯賽冠軍
- 2001年 乙組第二名，升上甲組
- 2002年-2004年 連續三次贏得州聯賽冠軍
- 2010年 乙組第二名，升上甲組
- 2012年 甲組第20名，降回乙組
- 2013年 乙組第4名，升上甲組
- 2016年 甲組第18名，降落乙組

## 球場
費古倫斯的主場位於奧蘭多史卡帕尼，在1961年落成，能容納19,908人。

## 成就
- 州聯賽冠軍(14): 1932, 1935, 1936, 1937, 1939, 1941, 1972, 1974, 1994, 1999, 2002, 2003, 2004, 2006
- 巴西乙組足球聯賽亞軍(1): 2001

## 球星
- Agnaldo
- Albeneir Marques Pereira
- Cléber
- Edmundo
- Jorge Fossati
- Sérgio Gil
- Valdo Filho

## 外部連結
- 官方網站 （页面存档备份，存于）
- 球迷網站